# Sir Mortons Leidenschaft
Sir Mortons Leidenschaft (Originaltitel: Sporting Life) ist ein US-amerikanisches Stummfilmdrama aus dem Jahr 1925 von Maurice Tourneur mit Bert Lytell und Marian Nixon in den Hauptrollen. Das Drehbuch basiert auf dem Bühnenstück Sporting Life von Cecil Raleigh und Seymour Hicks.

## Handlung
Lord Woodstock verliert Geld bei einer Musikrevue mit der Tänzerin Olive Carteret. Ihm droht der Ruin, wenn sein Pferd Lady Luck nicht beim Derby läuft, aber er kann es sich nicht leisten, das Pferd laufen zu lassen, es sei denn, sein Schützling Joe Lee gewinnt einen bevorstehenden Kampf. 
Woodstock zieht sich Olives Feindschaft zu, indem er sich in Nora, die Tochter seines Pferdetrainers Jim Cavanaugh, verliebt. Olive verschwört sich mit dem Spieler Lord Wainwright, um Lee unter Drogen zu setzen, aber Woodstock nimmt seinen Platz im Ring ein und gewinnt den Kampf. Lee hört, wie Olive und Wainwright planen, Nora zu entführen und Woodstock so zu zwingen, Lady Luck vom Derby zurückzuziehen. Er tötet Olive, kommt aber zu spät, um Wainwright daran zu hindern, Nora zu entführen. 
Lee und Woodstock werden eingesperrt, als sie versuchen, Nora zu retten. Lee wird getötet, aber Woodstock entkommt, Lady Luck gewinnt das Rennen. Wainwright wird wegen Mordes verhaftet und Nora und Woodstock können heiraten.

## Hintergrund
1918 inszenierte und produzierte Maurice Tourneur das Bühnenstück unter dem Titel Sporting Life für das Kino.
Leo K. Kuter oblag die künstlerische Leitung.

## Veröffentlichung
Die Premiere des Films fand am 29. November 1925 statt. 1926 kam er in Österreich in die Kinos.